# Lindale (Texas)
Lindale es una ciudad ubicada en el condado de Smith en el estado estadounidense de Texas. En el Censo de 2010 tenía una población de 4.818 habitantes y una densidad poblacional de 306,36 personas por km².

## Geografía
Lindale se encuentra ubicada en las coordenadas 32°29′38″N 95°24′26″O / 32.49389, -95.40722. Según la Oficina del Censo de los Estados Unidos, Lindale tiene una superficie total de 15.73 km², de la cual 15.61 km² corresponden a tierra firme y (0.74%) 0.12 km² es agua.

## Demografía
Según el censo de 2010, había 4.818 personas residiendo en Lindale. La densidad de población era de 306,36 hab./km². De los 4.818 habitantes, Lindale estaba compuesto por el 84.97% blancos, el 8.49% eran afroamericanos, el 0.79% eran amerindios, el 1.39% eran asiáticos, el 0.02% eran isleños del Pacífico, el 2.24% eran de otras razas y el 2.1% pertenecían a dos o más razas. Del total de la población el 8.22% eran hispanos o latinos de cualquier raza.